# SV Waren 09
Der SV Waren 09 ist ein deutscher Fußballverein aus Waren (Müritz) im Landkreis Mecklenburgische Seenplatte. Heimstätte des 400 Mitglieder starken Vereins ist das Müritz-Stadion, welches 5.000 Zuschauern Platz bietet.

## Verein
Der SV Waren 09 wurde 1909 als Warener FC 1909 gegründet. Die Mecklenburger nahmen ab 1910 am Spielbetrieb teil, konnten bis 1945 aber keine nennenswerten Erfolge erreichen.
Nach Kriegsende wurde der Verein aufgelöst und als SG Waren neu gegründet. Im Anschluss erfolgten bis Mitte der Fünfziger Jahre mehrere Umbenennungen. Anfangs in Empor/Bau Waren und Aufbau Waren umbenannt, hieß der Verein ab 1953 Lok/Bau Waren sowie ab 1954 BSG Lok Waren-Rethwisch. Lok Waren gewann 1958 und 1960 vor Empor Neustrelitz die Meisterschaft in der Bezirksliga Neubrandenburg und stieg in die II. DDR-Liga auf. Der damaligen dritthöchsten Spielklasse der DDR gehörte Waren bis zu deren Auflösung im Jahr 1963 an.
1966 wechselte die Fußballabteilung von Lok Waren zu Verkehrsbetriebe Waren und spielte fortan als BSG VB Waren. 1972 gelang VB Waren erstmals der Aufstieg in die DDR-Liga. Als abgeschlagener Tabellenletzter erfolgte der sofortige Wiederabstieg. Auch 1973 konnte sich Waren in der Bezirksliga vor Nord Torgelow durchsetzen und abermals aufsteigen. Nach ebenfalls nur einem Jahr Zweitklassigkeit stieg der Verein 1974 wieder in die Bezirksliga und 1977 in die Bezirksklasse ab.
Nach der Wende erfolgte 1990 eine Namensänderung in SV Waren 09. Sportlich konnte sich der Verein über die Bezirksliga und Landesliga stetig verbessern. Seit 2002 agierte der SV Waren 09 in der Verbandsliga Mecklenburg-Vorpommern. Durch den Verzicht des Vereins Germania Schöneiche in der Saison 2012/13 erlaubte erneut in der Oberliga Nordost (Nord) anzutreten, weil andere besser platzierte Vereine keine Lizenzunterlagen eingereicht hatten, erhielt Waren 09 als Tabellenvierter der Verbandsliga Mecklenburg-Vorpommern den vakanten Startplatz in der Oberliga Nordost. Nach einer Saison stieg man wieder in die Verbandsliga ab, schaffte 2014 jedoch den direkten Wiederaufstieg in die Oberliga. Gegen Ende der Saison 2014/15 entschied die Vereinsleitung, die Mannschaft aus Kostengründen aus der Oberliga zurückzuziehen und in der Landesklasse Mecklenburg-Vorpommern an den Start zu gehen. Nach vier Jahren gelang 2019 der Aufstieg in die Landesliga Mecklenburg-Vorpommern und nur ein Jahr später folgte die Rückkehr in die Verbandsliga. Nach zwei Spielzeiten stand der SV Waren 2021/22 bereits sechs Spieltage vor Schluss als Absteiger in die Landesliga fest.

## Statistik

Historisches Logo der BSG Verkehrsbetriebe Waren

- Teilnahme DDR-Liga: 1972/73, 1974/75
- Teilnahme II. DDR-Liga: 1958, 1961/62, 1962/63
- Ewige Tabelle der DDR-Bezirksliga Neubrandenburg: Rang 7
- Ewige Tabelle der II. DDR-Liga: Rang 82
- Ewige Tabelle der DDR-Liga: Rang 173
- Ewige Tabelle der Verbandsliga Mecklenburg-Vorpommern: Rang 11
- Ewige Tabelle der Fußball-Oberliga Nordost: Rang 144

| Saison    | Liga                                             | Platz | Punkte | Tore   | Landespokal MV                                         |
| --------- | ------------------------------------------------ | ----- | ------ | ------ | ------------------------------------------------------ |
| 1991/92   | Bezirksliga Mecklenburg-Vorpommern Ost (6. Liga) | 04.   | 36:24  | 065:40 |                                                        |
| 1992/93   | Bezirksliga Mecklenburg-Vorpommern Ost (6. Liga) | 07.   | 31:29  | 043:36 |                                                        |
| 1993/94   | Bezirksliga Mecklenburg-Vorpommern Ost (6. Liga) | 10.   | 28:32  | 035:48 |                                                        |
| 1994/95   | Bezirksliga Mecklenburg-Vorpommern Ost (7. Liga) | 11.   | 24:36  | 040:47 |                                                        |
| 1995/96   | Bezirksliga Mecklenburg-Vorpommern Ost (7. Liga) | 01.   | 60     | 062:22 |                                                        |
| 1996/97   | Landesliga Mecklenburg-Vorpommern Ost (6. Liga)  | 05.   | 48     | 055:46 |                                                        |
| 1997/98   | Landesliga Mecklenburg-Vorpommern Ost (6. Liga)  | 05.   | 49     | 045:31 |                                                        |
| 1998/99   | Landesliga Mecklenburg-Vorpommern Ost (6. Liga)  | 02.   | 60     | 055:28 |                                                        |
| 1999/00   | Landesliga Mecklenburg-Vorpommern Ost (6. Liga)  | 02.   | 66     | 070:32 |                                                        |
| 2000/01   | Landesliga Mecklenburg-Vorpommern Ost (6. Liga)  | 02.   | 68     | 083:38 |                                                        |
| 2001/02   | Landesliga Mecklenburg-Vorpommern Ost (6. Liga)  | 01.   | 70     | 079:27 |                                                        |
| 2002/03   | Verbandsliga Mecklenburg-Vorpommern (5. Liga)    | 05.   | 51     | 056:37 |                                                        |
| 2003/04   | Verbandsliga Mecklenburg-Vorpommern (5. Liga)    | 03.   | 62     | 068:31 |                                                        |
| 2004/05   | Verbandsliga Mecklenburg-Vorpommern (5. Liga)    | 03.   | 58     | 074:54 |                                                        |
| 2005/06   | Verbandsliga Mecklenburg-Vorpommern (5. Liga)    | 07.   | 43     | 044:44 |                                                        |
| 2006/07   | Verbandsliga Mecklenburg-Vorpommern (5. Liga)    | 07.   | 43     | 053:43 | Viertelfinale (1:2 gegen FC Schönberg 95)              |
| 2007/08   | Verbandsliga Mecklenburg-Vorpommern (5. Liga)    | 05.   | 55     | 067:40 | Viertelfinale (0:1 gegen 1. FC Neubrandenburg 04)      |
| 2008/09   | Verbandsliga Mecklenburg-Vorpommern (6. Liga)    | 05.   | 48     | 057:46 | Viertelfinale (0:4 gegen TSG Neustrelitz)              |
| 2009/10   | Verbandsliga Mecklenburg-Vorpommern (6. Liga)    | 06.   | 41     | 042:47 | Viertelfinale (1:7 gegen TSG Neustrelitz)              |
| 2010/11   | Verbandsliga Mecklenburg-Vorpommern (6. Liga)    | 02.   | 69     | 092:43 | 2. Runde (1:2 gegen SV Pastow)                         |
| 2011/12   | Verbandsliga Mecklenburg-Vorpommern (6. Liga)    | 04.   | 58     | 096:48 | Achtelfinale (0:3 gegen Malchower SV)                  |
| 2012/13   | Oberliga Nordost, Staffel Nord (5. Liga)         | 15.   | 25     | 038:73 | 1. Runde (2:3 gegen SV Traktor Dargun)                 |
| 2013/14   | Verbandsliga Mecklenburg-Vorpommern (6. Liga)    | 01.   | 81     | 101:20 | Achtelfinale (0:2 gegen VFC Anklam)                    |
| 2014/15   | Oberliga Nordost, Staffel Nord (5. Liga)         | 11.   | 37     | 037:57 | Halbfinale (0:3 gegen F.C. Hansa Rostock)              |
| 2015/16   | Landesklasse 1 Mecklenburg-Vorpommern (8. Liga)  | 07.   | 42     | 060:50 |                                                        |
| 2016/17   | Landesklasse 1 Mecklenburg-Vorpommern (8. Liga)  | 06.   | 40     | 060:57 |                                                        |
| 2017/18   | Landesklasse 3 Mecklenburg-Vorpommern (8. Liga)  | 02.   | 55     | 068:31 | 3. Runde (1:4 gegen TSG Neustrelitz)                   |
| 2018/19   | Landesklasse 2 Mecklenburg-Vorpommern (8. Liga)  | 01.   | 70     | 082:17 | 3. Runde (0:7 gegen FC Mecklenburg Schwerin)           |
| 2019/20 1 | Landesliga Mecklenburg-Vorpommern Ost (7. Liga)  | 02.   | 36     | 046:22 | Viertelfinale (0:4 gegen Torgelower FC Greif)          |
| 2020/21 2 | Verbandsliga Mecklenburg-Vorpommern (6. Liga)    | 13.   | 05     | 06:20  | 3. Runde (0:2 gegen SV Blau Weiß Polz)                 |
| 2021/22   | Verbandsliga Mecklenburg-Vorpommern (6. Liga)    | 16.   | 05     | 14:169 | 2. Runde (0:4 gegen FSV Bentwisch)                     |
| 2022/23   | Landesliga Mecklenburg-Vorpommern Ost (7. Liga)  | 12.   | 31     | 040:60 | 2. Runde (0:5 gegen Greifswalder FC)                   |
| 2023/24   | Landesliga Mecklenburg-Vorpommern Ost (7. Liga)  | 4.    | 38     | 060:50 | 2. Runde (0:3 gegen Malchower SV)                      |
| 2024/25   | Landesliga Mecklenburg-Vorpommern Ost (7. Liga)  | 7.    | 39     | 053:50 | Achtelfinale (0:3 gegen FC Förderkader René Schneider) |

## Personen
- Gernot Alms (* 1962), 2005/06 Trainer beim SV Waren 09
- Aleksei Belov (* 1992), 2013 Spieler beim SV Waren 09
- Jens Dowe (* 1968), 2012/13 Trainer beim SV Waren 09
- Martin Dwars (* 1987), 2012/13 Spieler beim SV Waren 09
- Jens Landrath (* 1967), bis 1980 Jugendspieler bei der BSG Verkehrsbetriebe Waren
- Oswald Pfau (* 1915, † 1969), 1948–1951 Trainer bei Empor Aufbau Waren
- Ulrich Schenk (* 1943), Spieler bei der BSG Lokomotive Waren und BSG Verkehrsbetriebe Waren
- Ulrich Schulze (* 1947), bis 2012 Trainer beim SV Waren 09
- Bernd Vogel (* 1948, † 2013), 1974/75 Spieler bei der BSG Verkehrsbetriebe Waren